# Ola Österlund

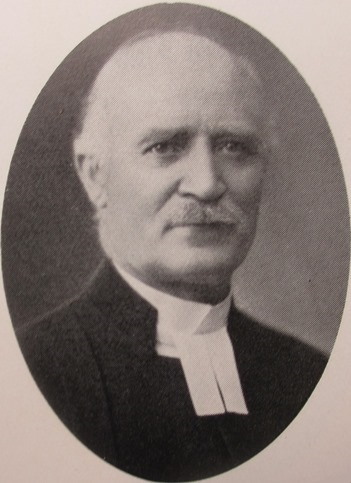
Ola Österlund.

Olof (Ola) Theodor Österlund, född 20 mars 1875 i Söderhamn, död 13 februari 1953, var en svensk präst. Han var son till August Österlund och bror till Augusta Österlund. 
Efter studier i Söderhamn och Uppsala blev Österlund student vid Uppsala universitet 1892, avlade teologisk-filosofisk examen 1893, teoretisk-teologisk examen 1897 och praktisk teologisk examen 1898. Han prästvigdes 1898, blev tillförordnad komminister i Njutångers församling 1906, kyrkoherde i Njutångers församling 1915 och kontraktsprost i Sundhede kontrakt 1929.